# 川普村
川普村（英語：Trump Village）是位於美國紐約市布魯克林區康尼島的七座公寓組合。

## 历史
這個公寓組合由弗雷德·特朗普（唐納·川普的父親）在1963年－1964年間建立，位于原卡尔弗车站的地方，由建筑师莫里斯·拉皮迪斯设计。
整项工程花费了7,000万美元。它得到了纽约州住房金融局的支持，得以纽约州发行公共债券而无需纳税。七栋公寓中有五栋都属于米切尔-拉玛住房计划（Mitchell-Lama Housing Program），直至2007年。
这是唯一一座以佛瑞德·特朗普命名而非以唐纳德·特朗普命名的公寓组合。